# Santibáñez de Murias
Predefinição:Ficha de aldea asturiana
Santibáñez de Murias (Santibanes en asturiano) é um povoado pertencente al concelho  asturiano de Aller.
Se encontra na paroquia de Murias, a uns 11 km de Moreda de Aller.